# Puskák és galambok (regény)
A Puskák és galambok Tatay Sándor 1960-ban megjelent ifjúsági regénye.

## Történet
|  | Alább a cselekmény részletei következnek! |

Az 1919-ben kezdődő történet főszereplői kamasz fiúk, akik a Dunántúl egyik kisvárosában éltek. A politikai helyzet zűrzavaros volt, a fiúk pedig nem egészen értették a világot körülöttük.
Egyiküket, Boda Ferkót politikai okokból eltanácsolták a gimnáziumból. Nem folytathatta a tanulmányait, pedig ő volt az osztály legjobb tanulója. A fiút kommunista érzelmű – és egy ideje már bujkáló – apja miatt csapták ki az iskolából. Öt barátja úgy gondolta, ez nem igazságos, ezért a segítségére siettek. Könyveket adtak neki kölcsön, füzeteket vettek a számára, és elhatározták, hogy Ferkóéknál együtt tanulnak. Egy közös titok is összekötötte őket: egy évvel korábban néhány puskát gyűjtöttek össze a hazatérő honvédek által eldobált hadfelszerelések közül. A fegyvereket ugyan gondosan elrejtették, ám azóta statárium volt érvényben. A csendőrök mindenütt fegyverek után kutattak, ezért a fiúknak el kell tüntetniük ezeket, mielőtt bajba sodorták volna saját magukat és családjukat.
- Valaki hiányzik

Csuka Gyurinak a gimnázium II/B osztályában az első padba kellett ülnie.
- Lyukas óra

Öt diák egy sündisznó nyomába eredt, de a sziklák között Boda Ferkóval találkozott.
- Fegyverek az árokban

1918 nyarán a világháborúból hazatérő katonák eldobálták a fegyvereiket. A fiúk három puskát - még tavaly nyáron - Ferkóék galambházában rejtettek el.
- Pofonok a lugasban

Mi a kommunizmus? Erre a kérdésre Viola és András bácsi kitérő választ adott Tamásnak, Mátis Zoli azonban pofonokat kapott az apjától.

„- A kommunizmus azt jelenti, hogy apád elveszti az állását. Tamás apja elveszti a birtokát. Mindketten mehetünk kapálni vagy téglát hordani. A társadalom színe alul kerül. Sem vagyonunk, sem életünk nem lesz biztonságban. Ebek harmincadjára kerül az ország, mert tudatlanok vezetik. Az erkölcs és a vallás helyébe az erőszak lép, a törvény helyébe a zűrzavar.”

– Mátis Zoli apjának, a járásbírósági elnöknek a véleménye

„- Az éremnek két oldala van - mondta [Mátis Zoli] -, Csuka Gyuri szerint a halászoknak sokkal jobb volt a kommunizmus alatt, mert az övéké lett a tó és minden hala. Maguknak dolgoztak, és ami halat eladtak, annak az árával maguk rendelkeztek. Tulajdonképpen a bányánál is így volt, és azt mondta Boda Ferkó ...
A következő pillanatban Zoli barátom kapott egy jókora pofont jobbról majd meg balról.”

– A bölcselkedő Mátis Zoli válasza és a fejlemények (43-44. oldal)

- Egy kalap pénz

Mátis Zoli ötletére pénzt gyűjtöttek össze, hogy Ferkónak füzeteket és tanszereket vegyenek. Tamás kapja a megbízást, hogy a fiúval beszéljen a tervükről: végezze el velük együtt tanulva a második osztályt, talán később magánúton levizsgázhat.
- A szilváskert

Míg Boda néni Lovcsányi bácsi, a csősz ruháját megvarrta, addig a fiúk - engedéllyel - szilvát szedtek az uradalomhoz tartozó kertben. Bodáéknál Opál Berci átadott egy újságpapírba csomagolt pakkot: kék papírba kötött könyvek, vadonatúj füzetek voltak benne. Ferkó először csodálkozott, aztán hangosan zokogni kezdett, Gáspár bácsi is a szemét törülgette.
- A kulcs

A fiúk azt tervezték, a fegyvereket elviszik Bodáéktól Spitzerék omladozó pinceházába. Az épület bejáratának ősrégi kulcsáról mintát vettek, majd Opál Berci - Tamás segítségével - másolatot készített róla.
- A pince

A pinceház alapos bejárása során a fiúk egy barlangot fedeztek fel, melynek a végében egy mély kútra bukkantak. Elhatározták, hogy ide rejtik majd el a három puskát, de az üreg mélységének vizsgálatakor baleset történt: egy kő helyett Mátis Zoli óráját ejtették bele.
- A csendőr

A puskák elszállítása közben este összefutottak egy járőröző csendőrrel és egy nemzetőrrel, akik feltartóztatták a fiúkat. Mivel a gimnazisták Bodáék galambházát - benne a fegyvereket és a galambokat - vitték, azt hazudták, hogy Opál Berci nagybátyja vásárolta meg a tibeti bukfencgalambokat, éppen hozzá igyekeztek. A csendőr elindult utánanézni a dolognak, de közben Berci és Tamás megszökött az „őrizetből”, és értesítették Dénes bácsit az esetről. A férfi kiállt a gyerekek mellett, de másnapra bővebb magyarázatot kért a csapattól. A puskák a pinceház mély kútjába kerültek, ám a galambok a pakolás közben véletlenül kiszöktek, és odabent rekedtek.
- Új szövetségesünk

Boda Ferkóéknál másnapra megjelentek a galambok, a barlangnak tehát egy másik kijárata is lehetett valahol. A galambházat a fiúk visszaszerelték a dúcra, majd Tamás Bercivel Dénes bácsinál tett látogatást. A férfi kifaggatta őket az esetről, de nem haragudott rájuk, sőt felajánlotta a segítségét - Ferkót kérvén közvetítőnek -, hogy Boda János bácsi külföldre szökhessen.
- A másik kijárat

A fiúk haditervet dolgoztak ki, kíváncsiak voltak, hogyan jutottak ki a galambok a szárazkútból. Azt tervelték ki, hogy fogságba ejtik Mancit, a Római-parkban található tóban úszkáló egyik hattyút, elviszik a pinceházba, és leeresztik az itt felfedezett kútba. Úgy vélték, hogy a jégveremnél található a barlang másik kijárata, itt fog majd felbukkanni a jellegzetes madár.
- Találkozás az erdőben

A II. bések a gimnázium három másik osztályával egyetemben kirándulni mentek a Turulmadárhoz. Tamás és Berci az erdőben - megunván Sekk Benedek úr hosszadalmas előadását - különvonult, és véletlenül találkozott az éppen erre járó (jókora szatyrot cipelő) Ferkóval. A két fiú megpróbálta kipuhatolni, hogy mit szólnának Feriék Dénes bácsi ötletéhez, de nem jártak sikerrel.
- A hattyúpróba

Egy héttel később este Gyurkáék elcsenték Mancit a tóból, és a madár Tamás közreműködésével hamarosan a szárazkútban landolt. A fiúk a jégveremnél várakoztak a hattyúra, de az nem bukkant fel, csak másnap került elő, ám akkor sem a várt helyen, hanem a tóban látták meg: a jószág éppen ott úszkált a társai között vidáman. A következő teendő egy hosszú keskeny létra megszerzése volt, amit leereszthetnek majd a mélybe, hogy azon leereszkedve ők maguk járják be, fedezzék fel a barlangot.
- A barlang

Egy fontos labdarúgó-mérkőzés megtekintése helyett a fiúk elindultak, és felfedezték a titokzatos barlangot. A feltárás után a bebarangolt részeket kisorsolták, hogy kiről nevezzék el:
| Barlangrész              | Elnevezés      |
| ------------------------ | -------------- |
| A bejárat és környéke    | Csuka-csarnok  |
| A szárazkút              | Mátis-kút      |
| Az aulába vezető alagút  | Simeon-folyosó |
| A pataktól az áldozókőig | Spitzer-alagút |
| A vízfolyás              | Boda-patak     |
| A föld alatti tó         | Opál-tó        |
| Az aula                  | Klapka-terem   |

Mivel a fiúk a barlangban egy macskakoponyát is találtak, önmagukat ezentúl Tigris törzsnek nevezték el.
- Összeesküvés

Tamásnál tanult együtt a csapat, amikor Mátis Zoli felvetésére elhatározták, megleckéztetik Igali Nagy Balázs főhadnagyot. A férfi volt az, aki katonatisztként 1919-ben egy tüntetés során a bányászok közé lövetett. Amikor Kapusa tanár úr Simeonékhoz látogatott, akkor találkozott a fiúkkal. A pedagógus látta, hogy Boda Ferkóval együtt tanulnak a barátai, megnézte a fiú füzeteit, majd egy későbbi napra, egy megbeszélésre hívta magához a kicsapott diákot.
- Mennyből az áldás

Igali Nagy Balázs vívóleckékből (és egyéb járandóságokból) tartotta fent magát. Már nem katonáskodott, a tragikus eset után leszerelték. Megszerette az italt, gyakran részegen ment haza danolászva a foglalkozások után. A fiúk egy posványos, iszapos vízzel telt vödröt szereltek föl az ajtaja fölé. A szennyes víz a korábbi főhadnagy nyakába ömlött, amikor az benyitott a lakásának a kapuján. A férfi dühében ordibálni kezdett, majd a leskelődő fiúk megdöbbenésére és riadalmára lövöldözött a pisztolyával.
- Hír a bujdosókról

Fény derült a barlangban lévő hatalmas hordó titkára, nem puskapor volt benne, hanem régi bor. Ferkó elárulta a titkát, azt, hogy az édesapja a szénégetőknél talált menedékre az erdő mélyén. A fiú szomorú volt, mert ha a szénégetők télen visszatérnek a városba, akkor mi lesz az édesapjával - és a vele együtt bujkáló két bujdosóval - a hegyekben? A hat jó barát elhatározta, hogy a finom óbort eljuttatják Boda bácsiékhoz.
- A mi osztályfőnökünk

Eljött annak is a napja, amikor Kapusa tanár úr a lakására rendelte Ferkót. A diák barátai szorongva várták, mi fog történni. A pedagógus kikérdezte a fiút a leckékből, és megelégedetten állapította meg azt, hogy Ferkó kiválóan tudja az idei tananyagot is. Megígérte neki, majd tesz az érdekében valamit. Mátis Zolit a latinóra közben váratlanul hazarendelte az édesapja.
- Szerencsétlen ellenségünk

Tamás sógora gyakran vendégül látta teázgatni (inkább rumozgatni) a lakásukba Igali Nagy Balázst, az egykori katonatisztet. Egy véletlenül kihallgatott beszélgetésből Tamás megtudta, hogy a sztrájkolókra lövető főhadnagy hogyan élte meg a drámai eseményt, és az ezt követő bűnbakszerepet. A kis gimnazista lelkiismeret-furdalással gondolt arra, miképpen gyalázták meg nemrégiben a férfit. De meg is ijedt, mert a vívómester bosszúval fenyegetőzött, illetve arra célzott, hogy nyomozás folyik az ügyben.
- A dunai hajós

Tamás elmesélte az előző este történteket Bercinek, aki szintén tudott új információkkal szolgálni. Dénes bácsi és a pozsonyi nagybácsija sakkozás közben arról beszélgetett, hogyan szöktethetnék ki az országból Boda bácsiékat. A terv szerint mindez hajóval történne, de előbb még meg kellene tudniuk, hol rejtőzködnek az üldözöttek. A fiúk elhatározták, hogy felfedik a két Opál-rokon előtt az erdei rejtekhelyet.
- Hanka

Mátis Zolit már két napja nem látták se az iskolában, se a városban. A szobafogság oka az volt, hogy fiú éppen annak a helynek a közelében hagyta el - a cipésztől elhozott - frissen talpalt fél pár cipőjét, ahol Igali Nagy Balázst megszégyenítették. A lábbelit a csendőrök találták meg. A járásbírósági elnök úr otthon vallatta a fiát arról, hogy vajon mi köze lehetett a kisfiának ehhez az ügyhöz. A titkos bebörtönzés történetét Tamás akkor tudta meg, amikor korzózás közben beszélt Mátisék kis szlovák szolgálólányával.
- Moziszkeccs[4]

Az egész város lázban égett, mert a Jön a rozson át című darabot adták elő a fővárosi színészek. A diákok csak osztályfőnöki engedéllyel mehettek volna el megnézni, Tamás inkább egy indiános könyvet olvasott, amikor Mátis Zoli jelent meg az ablakuk alatt. Sírva vallotta be Tamásnak, hogy nem bírta ki a vallatást, és elárulta az apjának a bujdosókat, a barlangot azonban nem említette. A járásbírósági elnök fia tóba akarta ölni magát, de a barátja lebeszélte erről, hazakísérte, és Hanka gondjaira bízta. Ezután Opálékhoz rohant, és elmesélte, hogy kutyaszorítóba kerültek. A barlang is szóba került, Dénes bácsi megígérte: segíteni fog a fiúknak.
- Távirat

A másnapi énekórán, amelyre épphogy beért Tamás, egy táviratot kapott - cédulán - Opál Bercitől.
EGEESZ EEJEL NEM ALUDTAM STOP

A BUJDOSOOK A BARLANGBAN STOP

KORAABBAN KELJ AALOMSZUSZEEK STOP

NINCS MAAR BAJBAN MAATIS ZOLI STOP
A hittanóra alatti lyukasórán a sziklánál találkoztak Ferkóval, aki Bercivel együtt elmesélte az este történteket a fiúknak. A bujdosók egyelőre a barlangban töltenek el pár napot, aztán külföldre szöktetik őket.
- Vali

A következő napokban a fiúk a tanulásra nagy hangsúlyt fektettek. A feleletekkor a tanárok nem akartak hinni a fülüknek, úgy kivágta a rezet még Csuka Gyuri is. Viola és a sógora beszélgetéséből Tamás megtudta: Kapusa tanár úr elintézte, hogy Boda Ferkó Pesten tanulhasson tovább magántanulóként. Spitzer Marci elhatározta, megakadályozza, hogy a nővére férjhez menjen Sugár Tónihoz. Sugárék hozományként a pinceházat kérték, ezt a fiúk nem hagyhatták annyiban. Amikor Tamás és Marci meglesték Tónit, kiderült, a ficsúrnak szeretője van, és igazából nem szereti Valit. Marci ugyan hatalmas pofon árán, de elérte, hogy a tervezett házasság kútba essen.
- A guruló bódé

Eljött az a téli nap, amikor a barlangban menedéket leltek útra keltek. Berci és Ferkó kapta azt a feladatot, hogy elvezessék a férfiakat az áldozókő alatt lévő kijárathoz. A három bujdosót egy zárt bútorszállító kocsi vitte ki a Római-parkból. A fiúk a városon kívül, a Komárom felé vezető út közelében lévő hídnál várták a jármű feltűnését. Biztosak akartak lenni abban, hogy a menekülők épségben hagyták el a várost. A határtalan hómezőben a guruló bódénak látszó jármű egyre távolodott tőlük, egyre kisebbnek látszott, míg végül bele nem veszett a nagy fehérségbe.
|  | Itt a vége a cselekmény részletezésének! |

## Szereplők
| - Boda Ferkó - Simeon Tamás - Opál Berci - Mátis Zoli - Csuka Gyuri - Spitzer Marci - Boda János, bányász - Boda néni - Boda Gáspár, Ferkó nagyapja, egykori negyvennyolcas honvéd - Viola, Simeon Tamás nővére - András bácsi, Tamás sógora | - Dénes bácsi, Opál Berci nagybátyja - Mátis apja, járásbírósági elnök - Spitzer Vali - Kapusa tanár úr, latintanár, a hat jó barát osztályfőnöke - Lovcsányi bácsi, csősz - Igali Nagy Balázs főhadnagy - Sugár Tóni, borkereskedő fia - Sekk Benedek, számtantanár - Hanka, Mátisék kis tót szolgálója - Tekla, a Zöldbéka vendéglő táncosnője - Nyulai, harmadikos gimnazista |

## Feldolgozások
- 1961-ben a regényből Keleti Márton rendezésében 88 perces fekete-fehér film készült. A főbb szerepeket Tóth Laci (Boda Feri), Bucsi István (Mátis Zoli), Beke Zoltán (Csuka Gyuri), Kerényi Miklós Gábor (Spitzer Marci), Kiss Antal (Opál Berci), Agárdy Gábor, Bessenyei Ferenc (Boda János), Mészáros Ági, Benkő Gyula (Kapusa tanár úr), Barsy Béla játszották.
- 1964-ben a Pajtás újságban megjelent a mű képregényváltozata Zórád Ernő feldolgozásában.[5]
- 1969-ben a Magyar Rádió rádiójátékot készített Tatay Sándor művéből. A regényt rádióra alkalmazta és rendezte: Gál István. Az első rész bemutatója 1969. július 27-én a Kossuth Rádióban volt, a II. részé augusztus 3-án.[6]